# Ophionephthys magellanica
Ophionephthys magellanica är en ormstjärneart som beskrevs av Ole Theodor Jensen Mortensen 1936. Ophionephthys magellanica ingår i släktet Ophionephthys och familjen trådormstjärnor. Inga underarter finns listade i Catalogue of Life.